# 内蒙古大麦
内蒙古大麦（学名：Hordeum innermongolicum），一种分布于中国内蒙古自治区、青海省等地的多年生草本植物，属于禾本科大麦属，被列为中国国家二级重点保护野生植物。

## 形态特征
内蒙古大麦高75-100厘米。秆直立，具根状茎，基部节常膝曲；叶鞘无毛或基生者疏生短柔毛；叶舌短，长 0.5～1mm，叶片长4～12cm，宽2～5mm，扁平或稍内卷，穗状花序顶生，长6～16cm，宽5～7mm，红褐色；穗轴节间长约2～3 mm；三联小穗两侧者小穗柄长0.5～1mm，颖针状，长6～8mm，外稃长约5～7mm，芒长5～6mm；中间小穗无柄，常含2小花，第二小花不育，第一小花发育，颖针状，长7～8mm，外稃长 7～8mm，贴生微短硬毛，具5脉，顶端芒长6～8mm；内稃与外稃近等长。